# Citroën C5 I
Pour l’article homonyme, voir Citroën C5.
La C5 est la première génération d'une berline familiale du constructeur automobile français Citroën produite de 2000 à 2007.

## Présentation

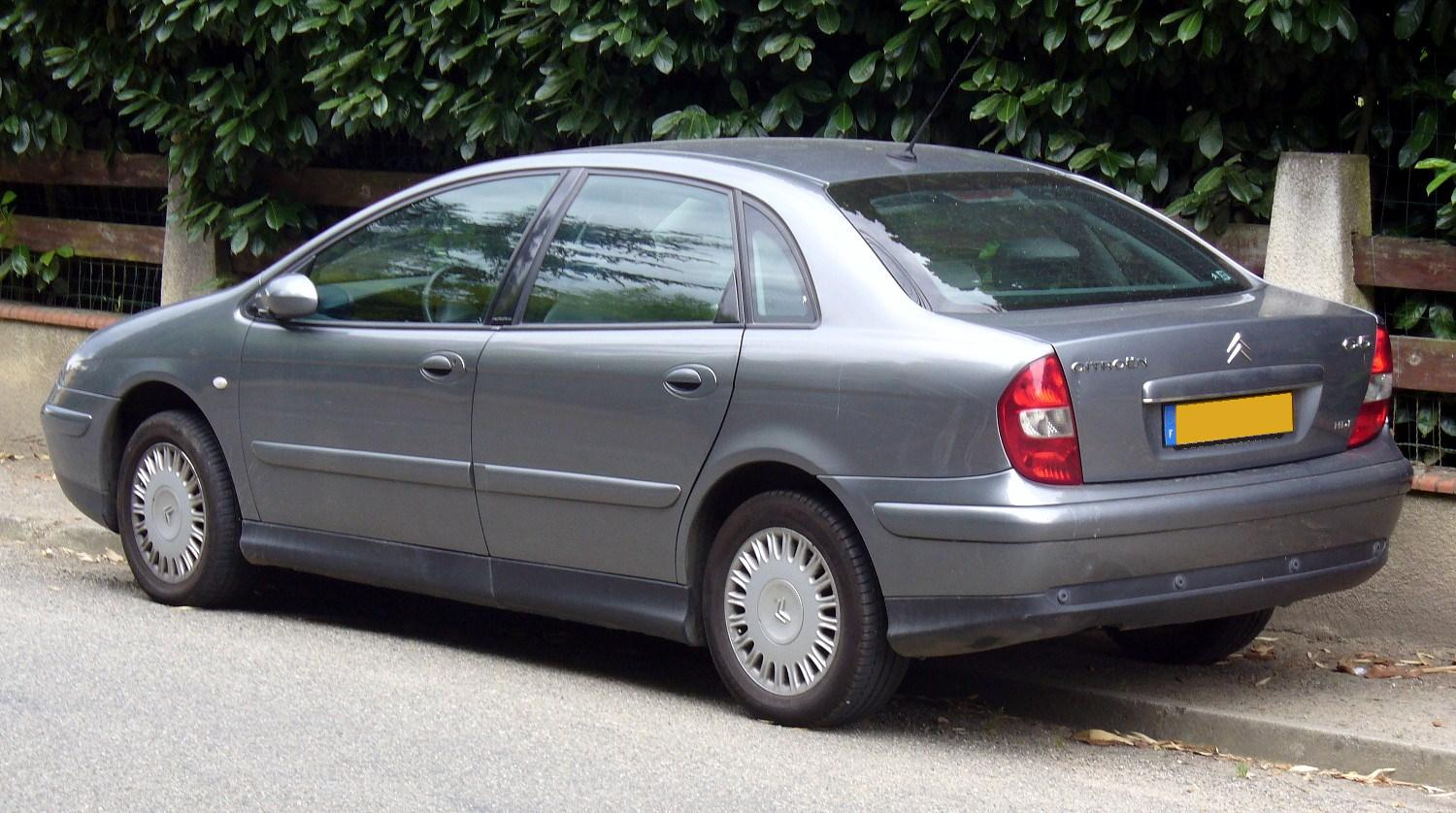
Citroën C5 I phase 1 berline

Remplaçante de la XM, et de la Xantia, elle est commercialisée en France à partir de mars 2001.
Elle est dotée d'une suspension oléopneumatique Hydractive (à pilotage électronique) de nouvelle génération, toujours avec un comportement et une garde-au-sol constants quelle que soit la charge. La direction assistée est dissociée du système et possède à présent sa propre pompe comme sur les véhicules conventionnels, elle puise son liquide au bocal commun de LDS, pour liquide direction suspension, un liquide synthétique de nouvelle génération. Le freinage est devenu complètement conventionnel et indépendant de la suspension. 
La voiture connait des problèmes de mise au point durant les premiers mois de production. Par certains aspects, la finition n'est pas acceptable (grain grossier des plastiques, platine de commandes vitres/rétroviseurs mal fixée sur la portière conducteur...) et seules les versions haut de gamme sont correctement équipées.
Cette première version ne rencontre pas le succès malgré un niveau élevé de confort et un volume utile record en version break. Le design du véhicule est généralement jugé trop fade et mou, surtout pour la berline,.
Finitions
- X (base)
- SX (base + accessoires de confort)
- Exclusive (finition haut de gamme)

### Phase 2

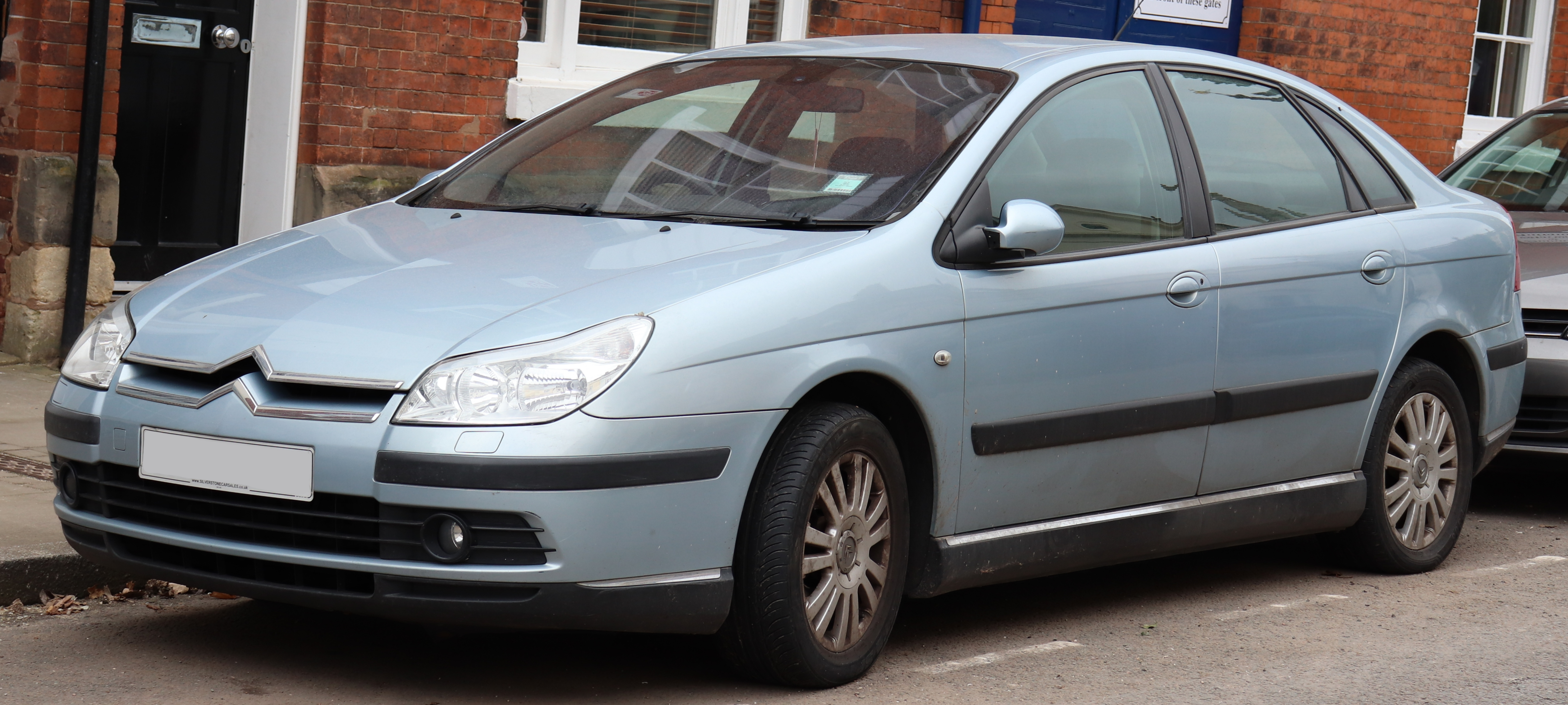
Citroën C5 I phase 2 berline

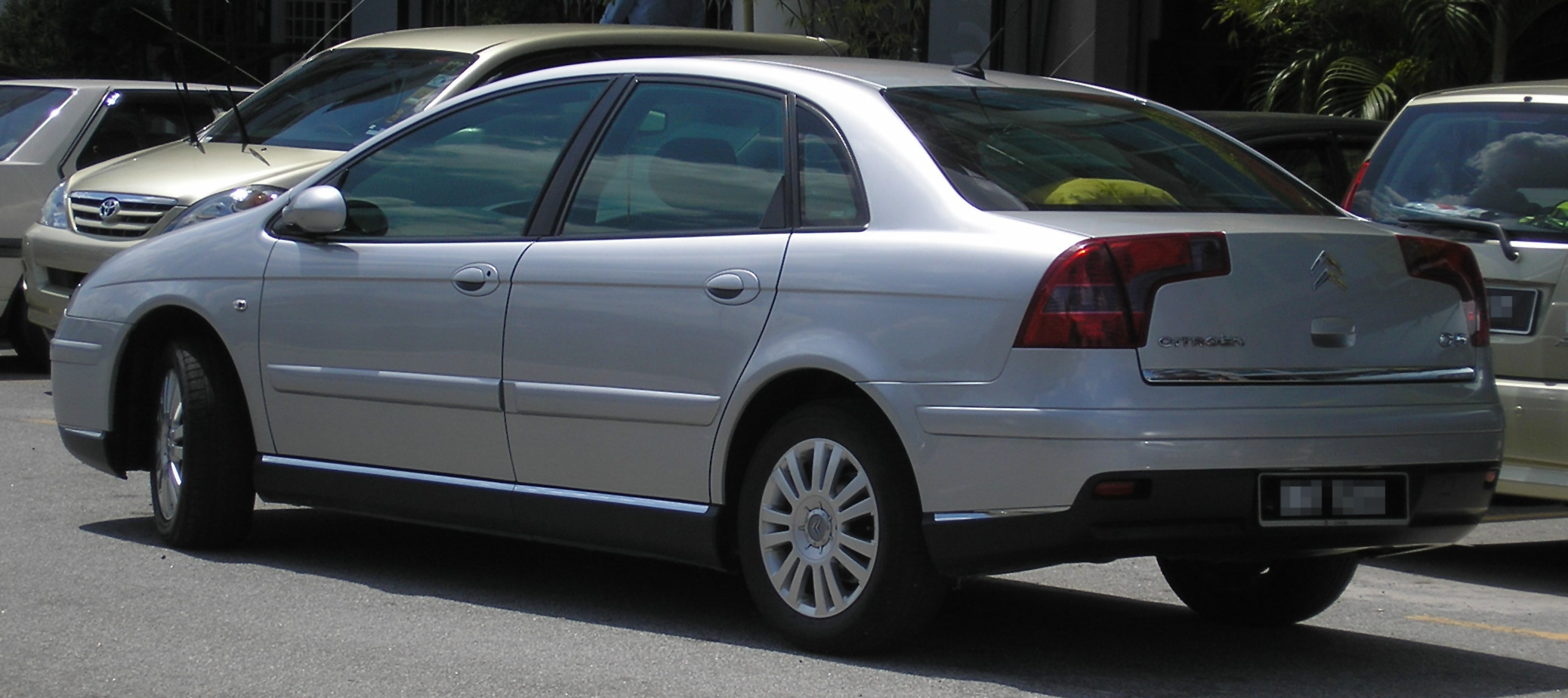
Citroën C5 I phase 2 berline

En septembre 2004 a lieu un restylage, avec des modifications notables : nouvelle face avant et nouveaux feux arrière sauf sur le break qui garde ses longues et fines optiques, incurvées de chaque côté du hayon. La calandre reprend la nouvelle signature Citroën, utilisée sur les autres modèles du constructeur (logotype aux chevrons intégré à deux baguettes chromées encadrant une longue prise d'air). La planche de bord reçoit une nouvelle console centrale à la manière de celle de la Peugeot 407. La C5 reçoit aussi de nouveaux moteurs Diesel et de nouveaux équipements comme l'alerte de franchissement involontaire de ligne (AFIL), les projecteurs directionnels bi-xénon, ou encore une nouvelle génération d’ESP. Le véhicule est allongé, la berline, passant de 4 618 à 4 745 mm, et le break de 4 755 à 4 840 mm. L'ensemble confère à la voiture une personnalité qui lui manquait jusque-là, mais les ventes continuent de décliner, n'atteignant toujours pas un niveau à la hauteur des espoirs du constructeur.

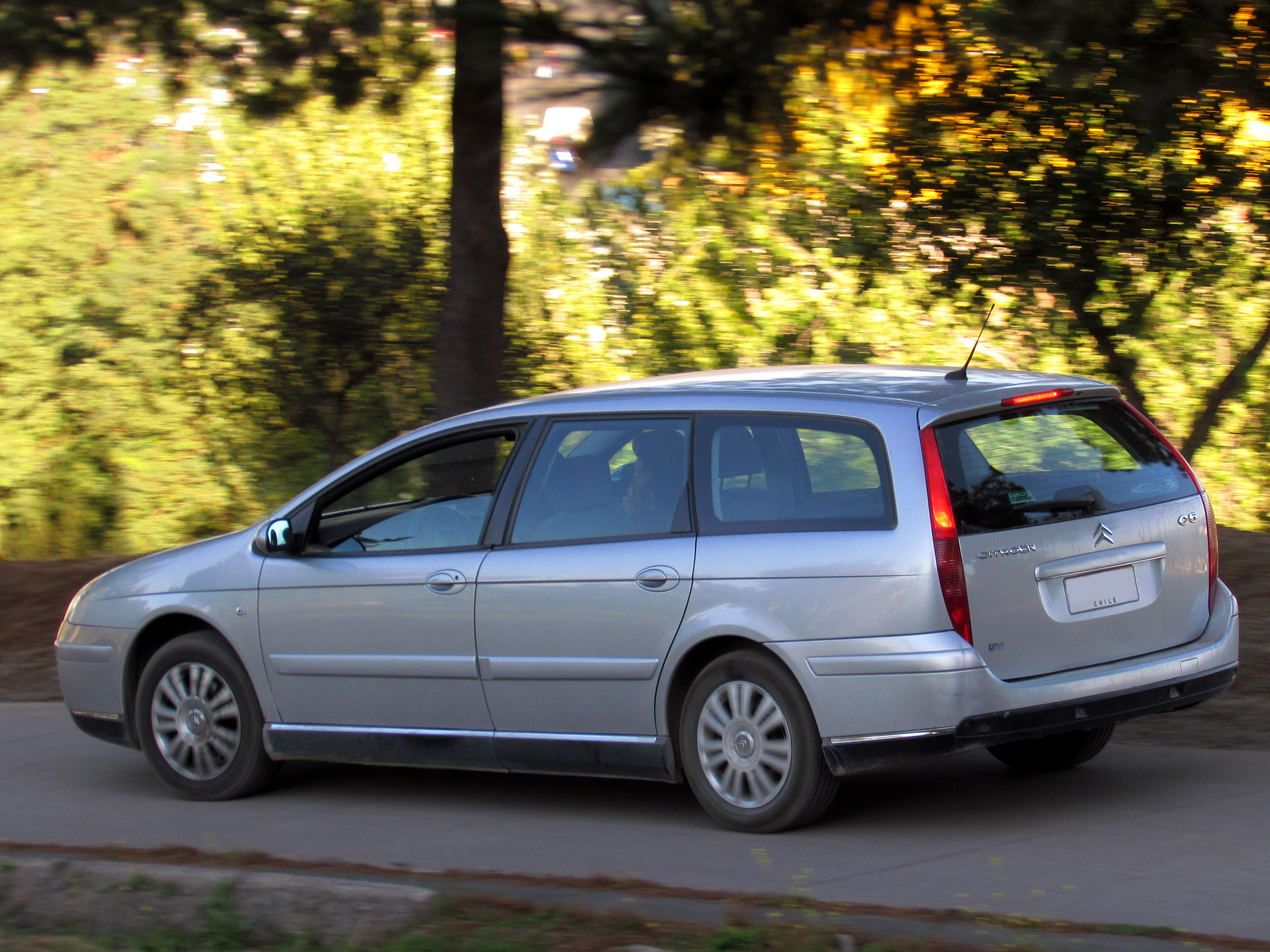
Citroën C5 I phase 2 break

La production de cette version prend fin en décembre 2007 (après 720 000 exemplaires) pour laisser place à la seconde génération, commercialisée en mars 2008 et dont la production annuelle est alors planifiée à 150 000 exemplaires.

## Caractéristiques techniques

### Motorisations
Les motorisations essence vont du 1.8i 16v (117 ch puis 127 ch dès août 2005) au 3.0i V6 (210 ch) en passant par le 2.0i 16v (138 puis 143 ch). La gamme Diesel (2.0 HDi) comprend au début trois versions, 2.0 90/110 ch et un 2.2 HDI équipée d'un filtres à particules. En février 2006, une motorisation 2.2 HDi FAP de 173 ch (que l'on retrouve entre autres sous le capot de la C6) est commercialisée.
| Essence/\|Diesel                     | Cylindrée | Puissance maximale  | Couple maximal              | Vitesse maximale | 0 à 100 km/h | Consommation | CO2 |
| 1.8 16v PSA EW7 4 cylindres          | 1 749 cm3 | 117 ch (87 kW)      | 163 N m                     | 196 km/h         | 11,1 s       | 7.7          | 182 |
| 1.8 16v PSA EW7 4 cylindres          | 1 749 cm3 | 125/127 ch (92 kW)  | 170 N m                     | 201 km/h         | 11,4 s       | 7.6          | 180 |
| 2.0 16v PSA EW10 4 cylindres         | 1 997 cm3 | 138 ch (100 kW)     | 190 N m                     | 208 km/h         | 9,8 s        | 8.3          | 197 |
| 2.0 16v PSA EW10 4 cylindres HPI     | 1 997 cm3 | 140 ch (100 kW)     | 192 N m                     | 209 km/h         | 9,6 s        | 7.5          | 177 |
| 2.0 16v PSA EW10 4 cylindres DV      | 1 997 cm3 | 143 ch (100 kW)     | 200 N m                     | 210 km/h         | 9,1          | 8.0          | 190 |
| 3.0 24v PSA/Renault ES9J4S V6        | 2 946 cm3 | 210 ch (152 kW)     | 285 N m                     | 232 km/h         | 9,7 s        | 9.6          | 238 |
| 3.0 24v PSA/Renault ES9/A V6 DV      | 2 946 cm3 | 211 ch (155 kW)     | 296 N m                     | 230 km/h         | 8,6 s        | -            | -   |
| 1.6 16v PSA-Ford DV6 HDi 4 cylindres | 1 560 cm3 | 110 ch (80 kW)      | 240 N m                     | 190 km/h         | 11,3 s       | 5.4          | 139 |
| 2.0 8v PSA DW10 HDi 4 cylindres      | 1 997 cm3 | 90 ch (66 kW)       | 205 N m                     | 180 km/h         | 13,1 s       | 5.7          | 173 |
| 2.0 8v PSA DW10 HDi 4 cylindres      | 1 997 cm3 | 110 ch (80 kW)      | 250 N m                     | 192 km/h         | 11,3 s       | 5.6          | 147 |
| 2.0 16v PSA DW10 HDi 4 cylindres     | 1 997 cm3 | 129/136 ch (100 kW) | 320 N m                     | 204 km/h         | 9,8 s        | 6            | 158 |
| 2.2 16v PSA DW12 HDi 4 cylindres     | 2 179 cm3 | 136 ch (98 kW)      | 314 N m                     | 205 km/h         | 10.9         | 7.1          | 186 |
| 2.2 16v PSA DW12 HDi 4 cylindres     | 2 179 cm3 | 173 ch (130 kW)     | 400 N m (BVA) 370 N m (BVM) | 222 km/h         | 8,5 s        | 7.3          | 194 |

## La Citroën C5 au cinéma
- Taxi 3
- Jumper (taxi romain dans lequel arrivent les deux héros).
- Superstar (taxi qui amène l'acteur devant les locaux du journal.)
- Qu'est-ce qu'on a fait au Bon Dieu ? (film, 2014)
- Bac Nord (les policiers de la bac nord conduisent une C5 break)

## Compétition

### TRV6
Rapport Poids/Puissance:	3.714 kg/ch
Rapport Puissance/Litre:	116.667 ch/litre

## Ventes
Les immatriculations en France portent à 89,7 % sur la berline pour l'ensemble de la carrière de la C5 I. La carrosserie break représente donc 10,3 % des immatriculations.